# NGC 5349
NGC 5349 (również PGC 49336 lub UGC 8803) – galaktyka spiralna z poprzeczką (SBb), znajdująca się w gwiazdozbiorze Psów Gończych. Odkrył ją 24 marca 1857 roku R.J. Mitchell – asystent Williama Parsonsa.